# Garzón (Cantabria)
Garzón es una localidad del municipio de Solórzano (Cantabria, España). En el año 2008 contaba con una población de 33 habitantes (INE). La localidad se encuentra a 277 metros de altitud sobre el nivel del mar, y a 2,2 kilómetros de la capital municipal, Solórzano.
A esta localidad se accede desde Anero a través de la carretera CA-650 y está comunicada con la capital municipal por medio de una carretera municipal que conecta con Quintana. Carece de líneas de transporte público regular.
En esta localidad hay un monumento al político y alcalde de Solórzano Luis Gómez de la Sota.